# AGM-62 Walleye
AGM-62 Walleye — американский тактический боеприпас класса «воздух—поверхность» с телевизионной системой наведения. Производился компанией Martin Marietta, наиболее активно использовался вооружёнными силами США в 1960-е годы. Основная боевая часть — 250-фунтовая (113 кг) осколочно-фугасная; в некоторых случаях оснащалась ядерной боеголовкой. Причисление снаряда к ракетам с технической точки зрения неверно, так как он не имеет собственного двигателя и по сути является управляемой бомбой, аналогичной более современной GBU-15. Впоследствии AGM-62 Walleye был заменён ракетами AGM-65 Maverick.

## История
AGM-62 Walleye стала первым представителем высокоточных боеприпасов, предназначенных для поражения целей с минимальным побочным ущербом. Эта «умная бомба» не имела двигательной установки, но могла маневрировать по командам оператора, наблюдавшего полёт от самолёта до цели через телевизионную систему наведения. После начала пикирования на цель телевизионная камера в носовой части бомбы передавала изображения на дисплей в кабине пилота. Когда пилот получал чёткое изображение цели на экране, он обозначал точку прицеливания и сбрасывал бомбу. Дальнейший полёт снаряд осуществлял самостоятельно. Бомба в точности соответствовала принципу «выстрелил и забыл», так как после её сброса самолет мог сразу уходить от цели. Маневрирование снаряда осуществлялось с помощью четырёх хвостовых стабилизаторов. В более поздних версиях бомба оснащалась передатчиком с увеличенным радиусом действия, что позволяло пилоту контролировать траекторию и даже изменять точку прицеливания во время полета (командное наведение).
Идея бомбы с телевизионным наведением возникла во время встречи нескольких гражданских инженеров в Военно-морском испытательном центре боеприпасов (впоследствии Военно-морской центр вооружений) в Чайна-Лейк, штат Калифорния. Один из инженеров, Норман Кей, конструировал телевизионные системы у себя дома в качестве хобби. В 1958 году он создал телекамеру на основе иконоскопа, которую затем в сотрудничестве с Уильямом Х. Вудвортом и присоединившимися позднее Дэйвом Ливингстоном, Джеком Кроуфордом, Джорджем Льюисом, Ларри Брауном, Стивом Браглером, Бобом (Сэмом) Каннингемом и несколько другими, использовал в разработке по заказу флота. В основу конструкции нового боеприпаса была частично положена ракета класса «воздух—воздух» AIM-9 Sidewinder, часть компонентов была разработана с нуля. На создание бомбы ушло четыре года. В ходе работ группа создала несколько прорывных технологий, включая первую в мире твердотельную телевизионную камеру.
Команда работала по ночам и в выходные, чтобы соблюсти график и убедить флот в его необходимости. Вудворт выступал в качестве эксперта по электронике и даже взял годичный отпуск на основной работе, чтобы получить дополнительное образование, необходимое для проекта. Вудворт и Стив Браглер провели макетирование системы наведения, затем Браглер провёл тщательный анализ результатов и разработал конструкцию опытного образца. Ларри Браун исследовал характеристики бомбы, используя аналоговую вычислительную систему, а Джек Кроуфорд, обладавший «интуитивным ощущением физических явлений», смог предсказать многие лётные характеристики бомбы прежде чем она была построена.

### Первое испытание и контракт на производство
29 января 1963 года самолёт YA-4B Skyhawk, пилотируемый коммандером Дж. А. Сикелом, произвёл первый сброс бомбы на полигоне в Чайна-Лейк. Бомба осуществила прямое попадание в цель. В итоге компания Martin Marietta получила контракт на производство AGM-62 Walleye в 1966 году, а год спустя её приняли на вооружение Военно-морской флот и Военно-воздушные силы США. Исходная модификация бомбы была способна доставить заряд массой 1100 фунтов (500 кг) на расстояние 30 км.
Обозначение AGM-62 в 1966 году перестали присваивать управляемым бомбам, поэтому модификация AGM-62А получила обозначение Guided Weapon Mk 1 Mod 0, её учебный вариант шёл под обозначением Мk 2. Обозначение Мk 3 получила модификация Walleye ER повышенной дальности, что было достигнуто за счёт увеличения оперения. Обозначение Mk 4 получила ещё одна учебная версия.

### Использование во время войны во Вьетнаме
К маю 1967 года лётчики ВМФ сбросили несколько бомб во Вьетнаме. Бомбардировки имели высокую эффективность. 19 мая 1967 года, в 77-й день рождения Хо Ши Мина, сброшенная с самолёта с авианосца USS Bon Homme Richard бомба осуществила прямое попадание в электростанцию в Ханое. Через два дня электростанцию снова атаковали этими бомбами, лишив город основного источника электричества.
В то время как более легкие цели, такие как электростанции, оказались весьма уязвимы для бомбы, более прочные конструкции, например железнодорожные мосты, не получалось уничтожить даже 1100-фунтовыми зарядами. Прямые попадания бомбы в мост «Пасть дракона» к югу от Ханоя в 1967 году не привели к разрушению ни единого пролёта этой особенно прочной конструкции.

### Walleye II «Толстый Альберт»

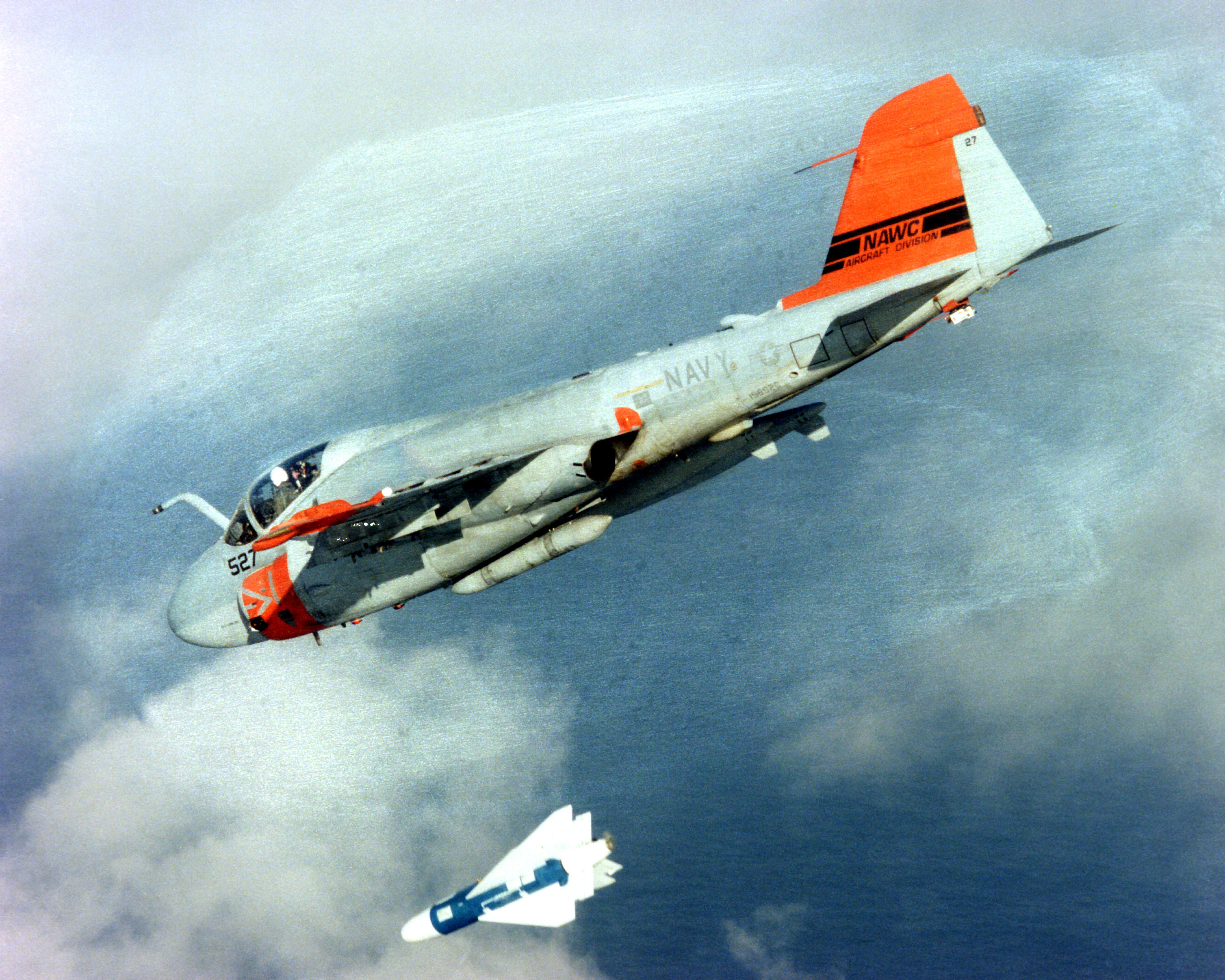
А-6Е Intruder сбрасывает Walleye II во время испытаний на полигоне Пакс-Ривер, 1994.

Чтобы исправить недостаток в мощности, в Чайна-Лейк была разработана 2000-фунтовая версия бомбы, которая поступила американским войскам во Вьетнаме во время операции «Linebacker» — налётов на Ханой и Хайфон. Новые Walleye II, или «Толстый Альберт», как его прозвали в честь персонажа мультсериала (официально — Guided Weapon Mk 5) имели улучшенную систему связи и могли поражать цели на расстоянии до 83 км от точки сброса. 27 апреля 1972 года восемь истребителей ВВС, два из которых несли 2000-фунтовые бомбы с лазерным наведением, а два другие — Walleye II, атаковали мост «Пасть дракона». Из-за облачности лазерное наведение использовать не удалось, но пять Walleye II захватили цель и нанесли мосту тяжелые повреждения, хотя и не приведшие к обрушению пролёта. 13 мая американцы наконец, обрушили мост, использовав 3000- и 2000-фунтовые бомбы с лазерным наведением. Вьетнамцы, однако, вскоре отремонтировали мост, вынудив ВМФ и ВВС выполнить ещё 13 боевых вылетов для его уничтожения. Во время одной из таких миссий, 23 октября 1972 года, четыре LTV A-7 Corsair II с авианосца USS America уничтожили мост комбинацией Walleye II и обычных 2000-фунтовых бомб.
Guided Weapon Mk 6 — модификация бомбы Walleye II с ядерной боеголовкой W72 мощностью 0,625 Мт. Однако достоверных сведений об оснащении бомбы ядерным зарядом нет. Дальнейшее увеличение дальности действия бомбы произошло в версиях Mk 20 — Mk 27.

## Конструкция
Бомба представляла собой вытянутый цилиндр длиной от 3,3 до 4 м и диаметром от 0,32 до 0,45 м в различных модификациях. Имела развитое оперение из четырёх установленных крестообразно стреловидных крыльев. Двигательная установка отсутствовала, корректировка траектории осуществлялась за счет отклоняемых плоскостей в задней части крыльев. Для электропитания использовалась крыльчатка в хвостовой части, установленная на вале электрогенератора и раскручивавшаяся набегающим воздушным потоком. Система управления включала телевизионную систему наведения, включавшую телекамеру, установленную на гиростабилизированной платформе в носовой части, и электрические и гидравлические исполнительные органы.

## Оценка боевой эффективности
Walleye и Walleye II составили менее 6 % высокоточных боеприпасов, применённых американскими вооруженными силами во Вьетнаме. Однако система показала отличные результаты при правильном применении. ВМС США часто использовали бомбу против наиболее важных, трудноуничтожаемых целей. В последующие годы Военно-морской флот продолжал использовать улучшенные версии бомбы, в том числе применял её в операции «Буря в пустыне». С вооружения бомба была снята вскоре после войны во Вьетнаме вместе со своим основным самолётом, LTV A-7 Corsair II.

## Операторы
- США[3]
  - ВМС США
  - ВВС США
- Израиль[3]

## Тактико-технические характеристики
| Характеристика         | Walleye I        | Walleye I Mk1 Mod 0               | Walleye II       | Walleye II Mk 5 Mod 4             | Walleye II Mk 6 Mod 0  |
| ---------------------- | ---------------- | --------------------------------- | ---------------- | --------------------------------- | ---------------------- |
| Дальность, км          | 25               | 30                                | 56               | 60                                |                        |
| Длина, м               | 3,38             | 3,45                              | 4,05             | 4,04                              |                        |
| Диаметр корпуса, м     | 0,396            | 0,318                             | 0,457            | 0,457                             |                        |
| Размах оперения, м     | 1,39             | 1,15                              | 1,77             | 1,30                              |                        |
| Полная масса, кг       | 510              | 510                               | 1130             | 1060                              |                        |
| Масса боевой части, кг | 202              | 374                               | 424              | 900                               |                        |
| Тип боевой части       | H-6 или PBXN-109 | линейный кумулятивный заряд Mk 58 | Tritonal или H-6 | линейный кумулятивный заряд Mk 87 | ядерная боеголовка W72 |
| Система наведения      | телевизионная    | телевизионная                     | телевизионная    | телевизионная                     | телевизионная          |